# Haapavesi (sjö i Södra Karelen)
Haapavesi är en en del av sjön Saimen i Finland.   Den ligger i landskapet Södra Karelen, i den södra delen av landet, 240 km nordost om huvudstaden Helsingfors. Haapavesi ligger 78 meter över havet.